# 회룡초등학교 (강원)
회룡초등학교는 대한민국 강원특별자치도 양양군에 있는 공립 초등학교이다.

## 학교 연혁
- 1936년 4월 1일 강현공립보통학교 부설 회룡간이학교 개교
- 1945년 4월 1일 회룡국민학교 개교
- 1993년 3월 1일 강원도교육청지정 열린교육 연구시범학교 운영(~1995년 2월 28일)
- 1996년 3월 1일 회룡초등학교로 개칭
- 2006년 12월 26일 학교 평가 최우수학교 수상(강원도교육청)
- 2007년 6월 28일 학교혁신경진대회 최우수상 수상(강원도속초양양교육지원청)
- 2007년 9월 20일 도서관 개관
- 2010년 3월 1일 초등 6학급, 유치원 1학급 인가
- 2011년 3월 1일 제24대 최만영 교장 부임
- 2014년 2월 14일 제60회 졸업식(졸업생 누계 1,712명)
- 2014년 3월 3일 입학식(7명 입학)

## 참고 자료
- 회룡초등학교 - 한국교육학술정보원 학교알리미